# جردن والی (اورگن)
جردن والی (به انگلیسی: Jordan Valley) شهری در شهرستان ملهور ایالت اورگن است و در سرشماری سال ۲۰۱۱ میلادی، ۱۸۱ نفر جمعیت داشته که نسبت به سال ۲۰۱۰، −۰٫۵۵ درصد رشد جمعیت داشته‌است.

## موقعیت جغرافیایی
موقعیت جغرافیایی شهرها و مناطق اطراف به شرح زیر است: